# الهائورین ال گراند
الهائورین ال گراند (به اسپانیایی: Alhaurín el Grande) یک شهرستان در اسپانیا است که در Valle del Guadalhorce واقع شده‌است.